# Pine Lawn
Pine Lawn és una població dels Estats Units a l'estat de Missouri. Segons el cens del 2000 tenia 4.204 habitants.

## Demografia
Segons el cens del 2000, Pine Lawn tenia 4.204 habitants, 1.469 habitatges, i 1.066 famílies. La densitat de població era de 2.660,9 habitants per km².
Dels 1.469 habitatges en un 34,6% hi vivien nens de menys de 18 anys, en un 24% hi vivien parelles casades, en un 42,1% dones solteres, i en un 27,4% no eren unitats familiars. En el 23,2% dels habitatges hi vivien persones soles el 7,3% de les quals corresponia a persones de 65 anys o més que vivien soles. El nombre mitjà de persones vivint en cada habitatge era de 2,86 i el nombre mitjà de persones que vivien en cada família era de 3,38.
Per edats la població es repartia de la següent manera: un 33,6% tenia menys de 18 anys, un 9,6% entre 18 i 24, un 26,6% entre 25 i 44, un 19,9% de 45 a 60 i un 10,3% 65 anys o més.
L'edat mediana era de 30 anys. Per cada 100 dones de 18 o més anys hi havia 71,2 homes.
La renda mediana per habitatge era de 21.500 $ i la renda mediana per família de 23.217 $. Els homes tenien una renda mediana de 23.542 $ mentre que les dones 22.399 $. La renda per capita de la població era d'11.908 $. Entorn del 34,3% de les famílies i el 36,9% de la població estaven per davall del llindar de pobresa.

## Poblacions més properes
El següent diagrama mostra les poblacions més properes.